# NGC 2537
NGC 2537 is een balkspiraalstelsel in het sterrenbeeld Lynx. Het hemelobject werd op 6 februari 1788 ontdekt door de Duits-Britse astronoom William Herschel. Het bevindt zich in de buurt van NGC 2537A.

## Synoniemen
- UGC 4274
- KUG 0809+461
- MCG 8-15-50
- ZWG 236.35
- MK 86
- KARA 235
- VV 138
- Arp 6
- PGC 23040